# EHCI
EHCI (ang. Enhanced Host Controller Interface) — standard rozszerzonego interfejs zapewniającego szybki dostępu do urządzeń USB wprowadzony przez firmę Intel dla magistrali USB w specyfikacji 2.0. Standard zastępujący OHCI, zapewniający jednocześnie kompatybilność wstecz.
Wersja 0.95 specyfikacji wyszła w 2000 r. Ostatnia specyfikacja EHCI wydana w 2002 r. nosiła wersję 1.0. Został do nie wydany dodatek EHCI1.1 opisujący dodatki: zarządzanie energią łącza USB 2.0 Link Power Management (LPM), zdarzenia zmiany dla poszczególnych portów, krótszą lista ramek okresowych, sprzętowe pobieranie z wyprzedzeniem. 

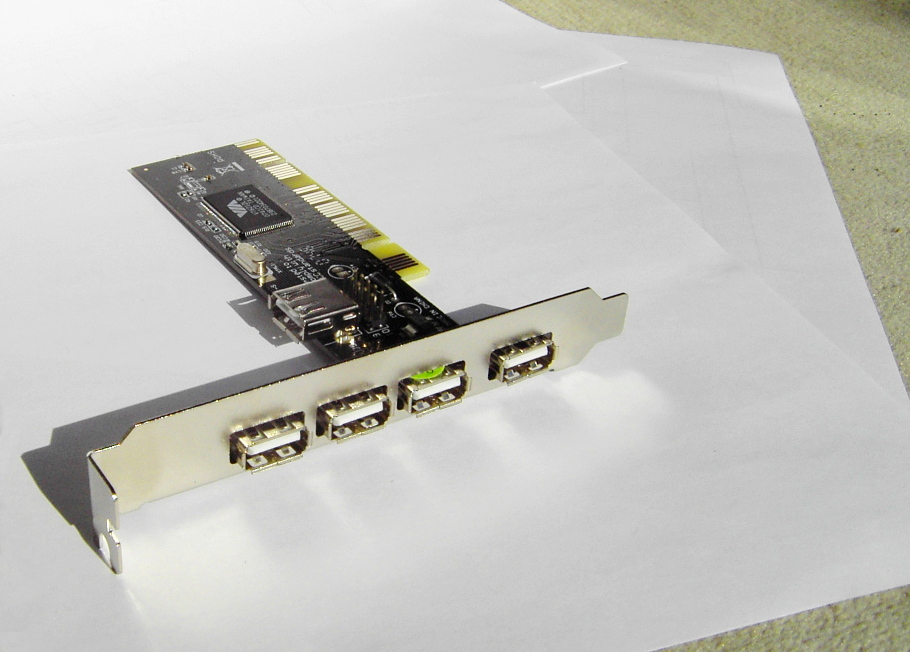
Kontroler PCI USB 2.0 z chipem VIA, 2 interfejsami UHCI i jednym EHCI.

Istniejące wcześniej systemy oparte na UHCI i OHCI wiązały się z większą złożonością i kosztami niż było to konieczne. W związku z tym Forum Implementatorów USB (USB-IF) nalegało na specyfikację EHCI.
Pierwotnie komputer PC zapewniający szybkie porty miał dwa kontrolery, jeden obsługujący urządzenia o niskiej i pełnej prędkości, a drugi obsługujący urządzenia o dużej szybkości. Sterownik UHCI zapewniały interfejsy o niskiej i pełnej prędkości dla chipsetów Intel lub VIA na płycie głównej lub dla dowolnych dyskretnych kontrolerów hosta VIA podłączonych do magistrali komputera. Sterownik OHCI zapewniał funkcje niskiej i pełnej prędkości dla portów USB zintegrowanych kontrolerów hosta USB wszystkich innych dostawców chipsetów płyt głównych lub dyskretnych kontrolerów hosta podłączonych do magistrali komputera. Sterownik EHCI zapewniał szybkie funkcje dla portów USB na płycie głównej lub na oddzielnym kontrolerze USB.
EHCI zapewnia obsługę dwóch kategorii typów transferu: asynchronicznego i peridycznego. Specyfikacja interfejsu programowego EHCI definiuje zarówno 32-bitowe, jak i 64-bitowe wersje swoich struktur danych.